# Harry Glicken
Vous lisez un « bon article » labellisé en 2016.
Harry Glicken, né le 7 mars 1958 et mort le 3 juin 1991, est un volcanologue américain. Il est notamment connu pour avoir étudié le mont Saint Helens aux États-Unis avant et après sa célèbre éruption de 1980. Après cette éruption, il se sent responsable de la mort du volcanologue David A. Johnston, qui le remplaçait pour la journée sur les pentes du mont Saint Helens. En 1991, menant des recherches sur le mont Unzen au Japon, Glicken est tué par une coulée pyroclastique aux côtés notamment des volcanologues français Katia et Maurice Krafft. Johnston et Glicken sont les seuls volcanologues américains ayant trouvé la mort dans une éruption volcanique.
Malgré de nombreuses années au service de l'Institut d'études géologiques des États-Unis (USGS), Glicken ne reçoit jamais de poste permanent, sans doute à cause de sa personnalité atypique. Menant des recherches indépendantes grâce à des fonds d'organisations comme la National Science Foundation, Glicken acquiert une expertise dans le domaine des nuées ardentes. Il écrit plusieurs publications importantes sur ce sujet, dont sa thèse de doctorat inspirée de ses recherches au mont Saint Helens qui est publiée à titre posthume en 1996. Après sa mort, Glicken est salué par ses collègues de l'USGS pour son amour des volcans et son engagement dans la volcanologie.

## Biographie

### Jeunesse et études
Fils de Milton et Ida Glicken, Harry Glicken naît en 1958. Diplômé de l'université Stanford en 1980, il poursuit ses études à l'université de Californie à Santa Barbara. Alors étudiant de troisième cycle, il est temporairement embauché par l'Institut d'études géologiques des États-Unis (USGS) dans le cadre de la surveillance du mont Saint Helens, un volcan de l'État de Washington. En sommeil depuis les années 1840 et 1850, le mont reprend son activité en mars 1980.
Avec l'augmentation de l'activité sismique et volcanique, les volcanologues travaillant pour l'USGS basés à Vancouver, dans l'État de Washington, se préparent à l'imminence d'éruptions. Une équipe menée par le géologue Don Swanson place ainsi des réflecteurs sur et autour des dômes de lave en formation. Le 1er mai 1980, l'USGS établit les postes d'observation « Coldwater I et II » afin d'utiliser un télémètre laser pour mesurer l'évolution des modifications de distances avec ces réflecteurs. Glicken surveille le volcan pendant deux semaines, logeant dans une remorque sur le site du « Coldwater » II est situé à un peu plus de 8 kilomètres au nord-ouest du volcan. Le 18 mai 1980, après avoir travaillé pendant six jours d'affilée, Glicken prend un jour de congé pour passer un entretien concernant ses études supérieures avec son professeur, Richard V. Fisher, à Mammoth en Californie. David A. Johnston, conseiller en recherche et mentor de Glicken, le remplace à son poste, malgré des inquiétudes sur sa sécurité que suscitent la présence de magma mobile à l'intérieur du volcan. À la suite d'un séisme de magnitude 5,1, un glissement de terrain se produit à 8 h 32 et permet l'éruption du mont Saint Helens. Johnston est tué par des coulées pyroclastiques rapides qui suivent et qui ont parcouru les flancs de la montagne à des vitesses quasiment supersoniques.

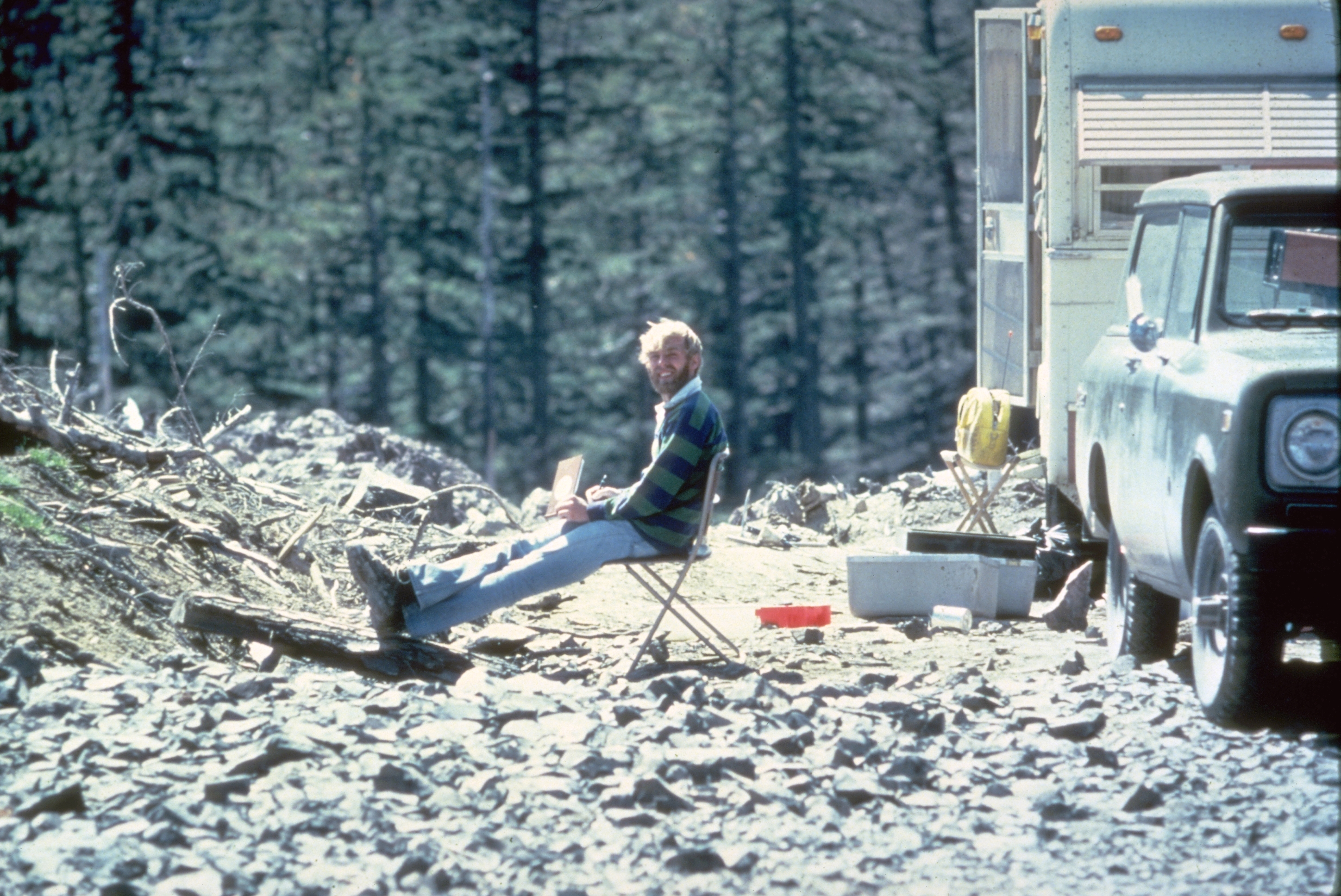
Glicken est dévasté et se sent responsable de la mort du volcanologue David A. Johnston mort lors de l'éruption du mont Saint Helens en 1980. La photographie est prise par Glicken treize heures avant l'éruption.

Après l'éruption, Glicken rejoint la Toutle High School qui sert de centre désigné pour organiser les secours. En hélicoptère, il participe avec des réservistes de l'armée de l'air à la recherche de Johnston et de son poste d'observation. En dépit de recherches multiples par trois équipes séparées sur une période de près de six heures, aucune trace du volcanologue n'est retrouvée. Il tente d'enrôler une quatrième équipe pour continuer les recherches, mais cette dernière refuse à cause des conditions dangereuses. Désemparé, Glicken refuse d'accepter la mort de Johnston et doit être réconforté puis calmé par Swanson.
À la mi-1980, après l'éruption de mai, l'USGS décide de créer l'Observatoire volcanologique des Cascades (CVO) à Vancouver dans le but de surveiller de près les volcans de l'arc volcanique des Cascades dans les États d'Oregon, de Washington et d'Idaho, et de le nommer officiellement d'après Johnston. Glicken retourne au mont Saint Helens pour analyser les débris résultant des nuées ardentes produites par le volcan. Cependant, comme d'autres scientifiques du CVO sont déjà à l'œuvre, la proposition d'aide de Glicken est déclinée par les responsables scientifiques de l'USGS. Souhaitant s'impliquer, il trouve néanmoins du travail avec Barry Voight (en), un spécialiste des glissements de terrain. Sous la direction de Voight, Glicken se lance à corps perdu dans son travail motivé par l'espoir de gagner un emploi et de soulager une partie de son angoisse provoquée par la mort de Johnston,. Glicken et une équipe de géologues cartographient ainsi le champ de débris laissés par l'effondrement des structures du mont Saint Helens, ce qui correspond à environ un quart de la masse du volcan. Grâce à une vaste et minutieuse analyse, l'équipe retrace les origines et les déplacements de chaque débris, dont le type va de blocs de plusieurs dizaines de mètres de largeur à de simples fragments.
Avec son groupe, Glicken compile une étude de référence dans le domaine des glissements de terrain volcaniques, établissant notamment ainsi un principe : les grands volcans ont une tendance à s'effondrer. L'étude recueille les éloges pour ses conclusions et l'attention particulière aux détails. Des volcanologues s'inspireront ainsi de cette étude pour identifier les monticules de dépôts volcaniques similaires dans le monde entier. Après que les conclusions de sa thèse sont publiées dans les années 1980 dans plusieurs articles courts, Glicken est reconnu comme le premier géologue à expliquer la création d'hummocks volcaniques près des grands volcans.

### Étude du mont Saint Helens et mort

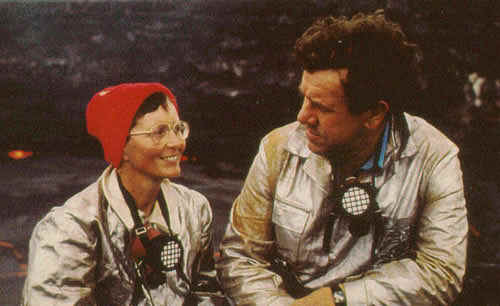
Katia et Maurice Krafft sur le Kīlauea en 1990. Le couple de volcanologues meurt avec Glicken sur le mont Unzen.

Les années suivantes, malgré une rapide notoriété et des possibilités de recherche au Japon, en Nouvelle-Zélande et en Guadeloupe, Glicken n'obtient toujours pas d'emploi à l'USGS, ses supérieurs ayant probablement bloqué son embauche à cause de son comportement particulier. L'activité au mont Saint Helens diminuant, l'USGS réduit le budget du CVO et envisage même la fermeture de l'observatoire. Après avoir compris qu'il n'obtiendra probablement jamais de poste permanent, Glicken tombe en dépression et est atteint de trichotillomanie. Il continue son travail jusqu'en 1989, intervenant aussi comme chercheur-assistant à l'université de Californie à Santa Barbara.
De 1989 à 1991, Glicken poursuit ses études volcanologiques au Japon lors d'un stage postdoctoral à l'Institut de sismologie (en) de l'université de Tokyo. Il est alors soutenu financièrement par la National Science Foundation. Plus tard, alors qu'il est professeur de recherche et traducteur à l'université métropolitaine de Tokyo,, Glicken s'implique dans les observations du mont Unzen. Ce volcan a repris son activité éruptive en novembre 1990, après avoir été en sommeil pendant 198 ans. Dans les mois qui suivent sa première activité, il entre en éruption de manière sporadique et le gouvernement japonais procède à l'évacuation des populations proches à la fin du mois de mai 1991. Le 2 juin 1991, Glicken visite la montagne avec les volcanologues français Katia et Maurice Krafft,. Le jour suivant, les trois volcanologues entrent dans une zone dangereuse près de la base du volcan, supposant que les écoulements pyroclastiques potentiellement dangereux suivraient la morphologie du paysage et les contourneraient ainsi. Quelques heures après, un dôme de lave s'effondre, provoquant une importante coulée pyroclastique dans la vallée à une vitesse de 97 kilomètres par heure. Séparée en deux parties par le terrain, sa partie supérieure, plus chaude, atteint le camp des volcanologues, qui sont tués instantanément. Au total, 43 personnes meurent dans l'incident,,, dont des journalistes qui observaient les volcanologues. Le volcan brûle également 390 maisons environnantes et les restes de l'écoulement s'étendent sur 4 kilomètres de longueur. Les restes de Glicken sont retrouvés quatre jours plus tard et sont incinérés selon les souhaits de ses parents. À ce jour, Glicken et Johnston sont les seuls volcanologues américains connus pour avoir été tués dans une éruption volcanique.

### Publication posthume

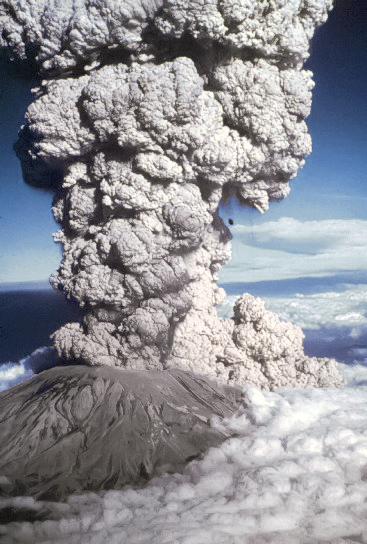
Panache volcanique au-dessus du mont Saint Helens lors de l'éruption de 1980.

Au moment de sa mort, Glicken cherche à publier sa thèse de doctorat en entier, n'en ayant jusqu'alors publié que des éléments dans de courts articles. Il a déjà défini les critères pour analyser les débris sur les pentes des volcans à la suite d'une éruption et est l'auteur de plusieurs publications sur le sujet. Swanson le considère même l'un des plus grands experts dans ce domaine. Après l'éruption du mont Saint Helens en 1980, d'autres études analysent les débris sur des volcans connus. Son travail au mont Saint Helens est néanmoins considéré comme le plus complet dans ce domaine. Son étude est publiée de manière posthume en un seul volume en 1996 par ses connaissances Carol Ostengren, John Costa, Dan Dzurisin et Jon Major, entre autres, de l'Institut d'études géologiques des États-Unis (USGS). Dans la préface de la publication, Major commente que « [les restes] du mont Saint Helens ne seront jamais cartographiés avec autant de détails à nouveau ».
Le rapport de Glicken est intitulé « Rockslide-debris Avalanche of May 18, 1980, Mount St. Helens Volcano, Washington » (que l'on peut traduire par « Avalanche de débris issus d'éboulements du 18 mai 1980, volcan de mont Saint Helens, Washington »). Il comprend sa vaste étude en laboratoire et sur le terrain, complétée par des photographies de l'éruption, des descriptions du mont Saint Helens avant l'éruption et des références à des publications antérieures, y compris le travail de Barry Voight (en). Dans le rapport, Glicken construit une carte des débris à une échelle de 1:24 000, suivie par une carte lithologique décrivant les variétés de roches à une échelle de 1:12 000. Le rapport fournit également une conclusion expliquant chaque mouvement de terrain à l'aide de photographies et d'autres données, l'estimation de la vitesse de chacun et leur composition, sans oublier les interactions entre les différents ensembles.

## Postérité
En dépit de l'appréciation de son travail, un grand nombre des collègues de Glicken le jugent excentrique et très désorganisé. Connu pour être extrêmement sensible, il prête également une attention méticuleuse aux détails. Un de ses amis décrit Harry comme ayant été « un personnage toute sa vie. […] tous ceux qui le connaissaient étaient étonnés qu'il soit un si bon scientifique ». En ce qui concerne ses mauvaises habitudes au volant, la même connaissance décrit Glicken comme « un personnage de bande dessinée » qui « conduit à pleine vitesse sur la route, parlant de tout ce qui était important pour lui, et […] arrivant à un [important] feu rouge […] il [continuerait] ne sachant jamais ce qu'il venait de traverser ».
Le père de Glicken dit en 1991 qu'il est mort en poursuivant sa passion et qu'il a été « totalement absorbé » par la volcanologie. Son collègue Don Peterson de l'Institut d'études géologiques des États-Unis (USGS) ajoute que Glicken avait une approche enthousiaste de l'étude, et loue ses réalisations comme étudiant et tout au long de sa carrière. En parlant de la passion personnelle de Glicken pour son domaine, son professeur et autre mentor Richard V. Fisher écrit : « ce qui est arrivé à Saint Helens est quelque chose qui a troublé [Glicken] profondément pendant un temps très long, et, dans un sens, je pense que cela le rendait encore plus dévoué qu'il ne l'était avant ». Sa collègue Robin Holcomb remarque que « Harry était très enthousiaste, très lumineux et très ambitieux ; ambitieux de faire quelque chose d'utile sur les volcans ». De nombreuses études ont utilisé les critères définis par Glicken dans l'étude des glissements de terrain volcaniques et de nombreux documents ultérieurs font référence à son rapport de 1996. Don Swanson de l'USGS le considère comme « un meneur mondial dans les études d'avalanches de débris volcaniques ».
Glicken a été étroitement lié à l'université de Californie à Santa Barbara où il a obtenu son doctorat et a mené des recherches. Pour se souvenir de son rôle dans l'université, une plaque commémorative a été posée et, chaque année, le Département des sciences de la Terre décerne le Harry Glicken Memorial Graduate Fellowship, une bourse à ses meilleurs étudiants en géologie. Cette bourse a été créée grâce au financement du Harry Glicken Fund qui vise à aider les étudiants « qui poursuivront les recherches relatives à la compréhension des processus volcaniques ».
Harry Glicken est interprété par Blake Crawford dans Face au volcan tueur (première diffusion télévisée en 2013) de Jérôme Cornuau, un docu-fiction relatant l'incident de 1991 au mont Unzen.

## Travaux notables

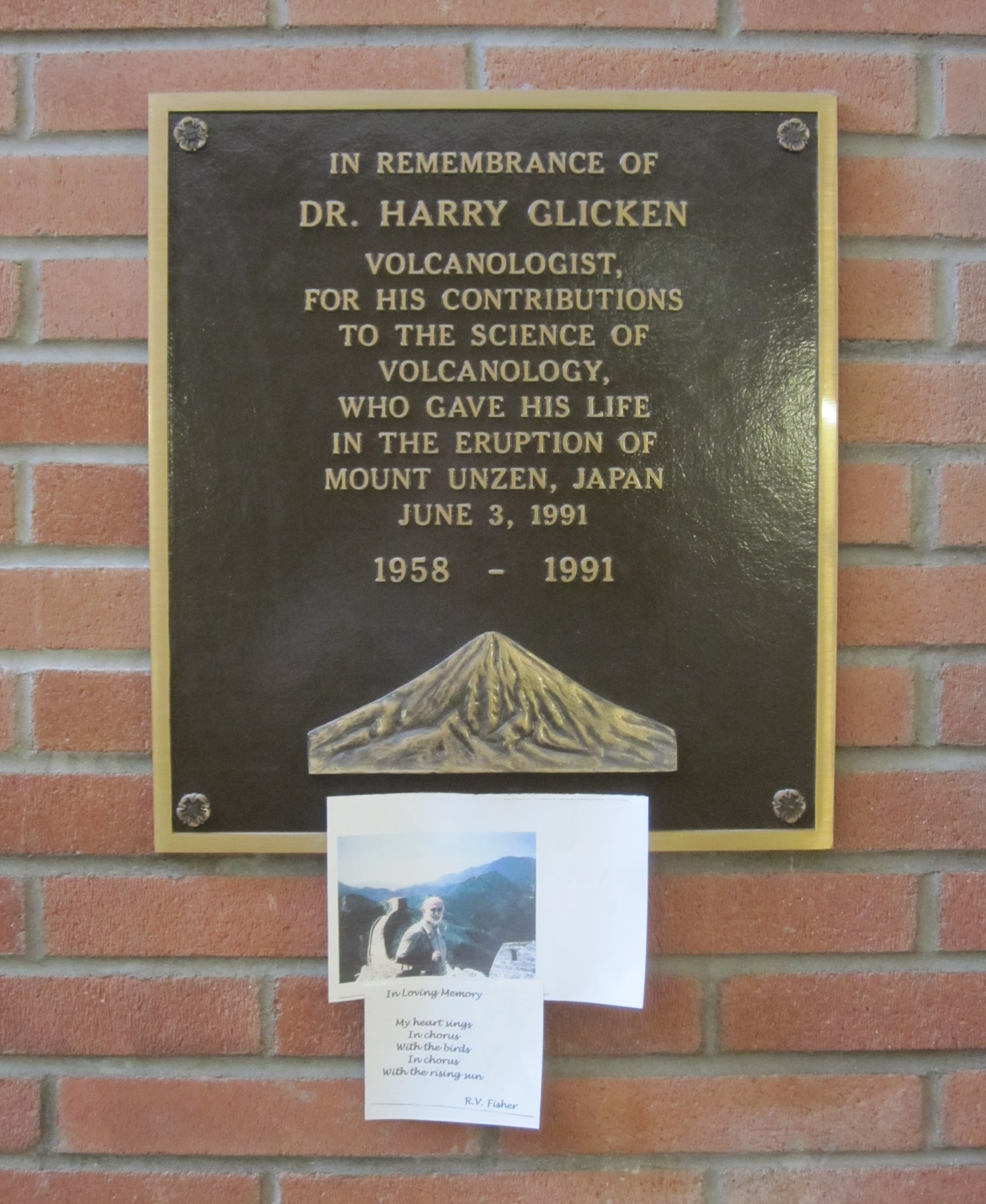
Plaque commémorative à Harry Glicken à l'université de Californie à Santa Barbara.

La plupart des publications de Harry Glicken sont consacrées à l'éruption du mont Saint Helens en 1980. Il a également co-écrit avec d'autres volcanologues sur les débris consécutifs aux éruptions et mouvements de terrain. Son collègue Jon Major écrit que « la portée du travail de Harry […] n'a jamais été publiée ».
- (en) The 1980 Eruptions of Mount St. Helens, Washington. USGS Professional Paper No. 1250, Institut d'études géologiques des États-Unis, 1981 (pages 347–377).
- (en) The Effects of Ground Water, Slope Stability, and Seismic Hazards on the Stability of the South Fork Castle Creek blockage in the Mount St. Helens area, Washington. USGS Professional Paper No. 1345, Institut d'études géologiques des États-Unis, 1981.
- (en) The Effects of Ground Water, Slope Stability, and Seismic Hazard on the Stability of the South Fork Castle Creek blockage in the Mount St. Helens area, Washington. USGS Open File No. 84–624, Institut d'études géologiques des États-Unis, 1984.
- (en) Geology and Ground-Water Hydrology of Spirit Lake blockage, Mount St. Helens, Washington, with implications for lake retention. USGS Bulletin No. 1789, Institut d'études géologiques des États-Unis, 1989.
- (en) Rockslide-debris Avalanche of May 18, 1980, Mount St. Helens Volcano, Washington. USGS Open File No. 96-677, Institut d'études géologiques des États-Unis, 1996.